# Генріх Шене
Ге́нріх Ше́не (нім. Heinrich Schoene, 25 листопада 1889, Берлін — 9 квітня 1945, Кенігсберг) — нацистський високопосадовець, обергруппенфюрер СА, генеральний комісар округи Волинь-Поділля.

## Життєпис
Розпочав військову кар'єру в Першій світовій війні, наприкінці війни дослужившись до молодшого офіцерського звання. Був серед поселенців навчально-військового Локштедтського табору. Там він займався малим підприємництвом у галузі будівництва. Приблизно в 1924—1925 роках вступив у Націонал-соціалістичну партію свободи в той час, коли Націонал-соціалістичну німецьку робітничу партію після заколоту Гітлера було заборонено. 20 квітня 1925 приєднався до штурмових загонів (СА), а 14 серпня 1925 перейшов у нацистську партію, у якій здирався крутими сходинками кар'єри. З 1926 по 1927 рік був керманичем спілки гітлерівської молоді. Незабаром став керівником місцевого осередку НСДАП і зрештою очолив районну партійну організацію у всьому окрузі Штайнбург. У травні 1929 р. йому було доручено створення осередків СА у землі Шлезвіг-Гольштейн і призначено оберфюрером області Нордмарк у структурі СА. З 1931 по 1934 рік він був керівником СА у Шлезвіг-Гольштейні. У липні 1932 року його підвищили у званні до групенфюрера СА.
З 1932 по 1933 рік Генріх Шене був членом прусського ландтагу, 12 листопада 1933 його було обрано членом Рейхстагу по виборчому округу Берліна. Ним він залишався до 1945 року. У 1934 році його призначено керівником обергрупи СА зі штаб-квартирою у Кенігсберзі. 24 квітня 1934 піднімається у званні до обергрупенфюрера СА і призначається керівником СА у Східній Пруссії та Данцигу. З 1 лютого 1934 по 31 березня 1942 був начальником поліції Кенігсберга, крім того з 1 січня 1934 по 31 березня 1939 року обіймав посаду керівника східнопрусської земельної організації Імперського спілки повітряної оборони. З 1934 по 1942 він був також членом дорадчого органу при обер-президенті провінції Східна Пруссія.
З 1 вересня 1941 по 1944 рік займав посаду генерального комісара генеральної округи Волинь-Поділля з осідком у Луцьку. В окрузі він також був керівником окружної організації НСДАП. Шене керував проведенням каральних операцій і утвердженням окупаційного режиму в Україні, був відповідальним за вбивства єврейського населення генеральної округи.
З початком антинімецької кампанії УПА в окрузі, німецькі окупанти вдалися до жорстоких репресивних заходів проти мирного населення краю. Розгорнулася справжня партизанська війна. 30 квітня 1943 року гітлерівський намісник на Волині і Поділлі Генріх Шене у своєму звіті доповів:
|  | На Волині ситуація суттєво загострилася, про що свідчить сильне поширення діяльності банд. У той час як у північних та східних областях, особливо у Пінську, Столині, Сарнах та Костополі, терор застосовують переважно радянські банди, національно-українські банди домінують у західних та південних областях Волині. Доходить до того, що в таких районах, як Горохів, Любомль, Дубно, Кременець та частково Луцьк, треба говорити про повстанський рух. Припускається, що частиною націоналістичних банд керує Москва, хоч вони про це і не здогадуються.... ...націоналістична пропаганда на Волині підбурює широкі маси населення супроти нас і сприяє вищеописаному утворенню банд. Сьогодні можна сказати, що тут велика частина населення симпатизує бандам. |

З 1942 року перебував на посаді Інспектора морських відділів СА.
Загинув у бою з частинами Червоної армії в 1945 році.

## Нагороди
- Хрест «За заслуги у військовій допомозі»
- Залізний хрест 2-го класу
- Нагрудний знак «За поранення» в чорному
- Почесний хрест ветерана війни з мечами
- Почесний кут старих бійців
- Бойова руна